# Anagyrus bambeyi
Anagyrus bambeyi är en stekelart som beskrevs av Jean Risbec 1951. Anagyrus bambeyi ingår i släktet Anagyrus och familjen sköldlussteklar.
Artens utbredningsområde är Senegal. Inga underarter finns listade i Catalogue of Life.